# Аят (притока Тоболу)
Аят — річка в Росії та Казахстані, протікає в Челябінській області Росії та Костанайській області Казахстану. Аят утворюється злиттям річок Каратали-Аят та Арчагли-Аят. Річка впадає в річку Тобол у районі Каратомарського водосховища. Довжина річки — 117 км, площа її водозбірного басейну — 13 300 км.

## Гідрологія
Значна частина басейну утворена 383 безстічними озерами (загальна площа 208 км2). Частина річки, розташована в Челябінській області, має довжину 23 км і площу водозбору 8571 км².
Ґрунти басейну в основному супіщані та суглинні, зрідка солонці. Слабозвивисте плесове русло розташоване в добре вираженій річковій долині.
Узимку річка часто промерзає до дна. На гідрологічному посту Варваринка промерзання спостерігалося 5 разів за 43 роки.

## Населені пункти на річці
- Миколаївка
- Варваринка
- Кизилжар
- Асенкрітовка
- Актобе
- Миколаївський
- Оренбурзький
- Журавльовка
- Таранівське
- Красносільське
- Аятське
- Приріченське
- Майське
- Воронезьке
- Набережне
- Набережний
- Д. О. Гірник

## У мистецтві
- «Тобол і Аят» — вірш Євтушенка.

## Дані водного реєстру
За даними державного водного реєстру Росії відноситься до Іртиського басейнового округу, водогосподарська ділянка річки — Тобол від витоку до впадання річки Уй, без річки Увелька, річковий підбасейн річки — Тобол. Річковий басейн річки — Іртиш.